# 金仙镇
金仙镇，是中华人民共和国四川省广元市剑阁县下辖的一个乡镇级行政单位，位于剑阁县南部，与南部县接壤，同时与绵阳部分县区相望。金仙镇东与涂山接壤，南与长岭为邻，西与吼狮相连，北与公兴镇毗邻。2020年5月，撤销长岭乡，将其行政区域划归金仙镇管辖。

## 行政区划
金仙镇下辖以下地区：
金仙社区、金仙村、井峰村、西河村、赛金村、柏垭村、双河村、大顺村、小桥村和双柏村。